# Dan Gagnon
Pour les articles homonymes, voir Gagnon.
Dan Gagnon (de son vrai nom Daniel J. Gagnon), né le 28 mars 1983 à Thetford Mines (Québec, Canada), est un chroniqueur, présentateur et humoriste canado-belge actif en Belgique.

## Biographie
Au Québec, il couvre la ligue senior Promutuel de hockey pour La Tribune de Sherbrooke. Par après, grâce à Gilles Parent, Dan travaille à la radio CHOI-FM.
En 2004, alors étudiant en communication à l'Université Laval, il arrive en Belgique pour suivre une fille (la future journaliste Myriam Leroy). Il fait un stage au quotidien La Dernière Heure. Dan enchaîne les mini-boulots et finit par animer la matinale chez NRJ Belgique le 6/9 en 2005, où il a notamment présenté la Lettre de Dan. Il sera présent sur NRJ pendant 6 ans.
En 2007, il devient le nouveau chroniqueur de l'émission Ma télé bien-aimée sur La Une.
En 2009, il est le chroniqueur dans Sans Chichis, l'émission TV féminine de la RTBF, présentée par Joëlle Scoriels.
En 2010, Dan publie le livre « L'important, c'est de gagner », écrit en collaboration avec Renaud Coppens et Benoît Goeders. Le livre raconte les 30 arnaques de l'histoire du sport.
Gilles Morin, le patron du « Kings of Comedy Club » le remarque, grâce à ses chroniques sur NRJ et permet à Dan de faire ses premiers pas en tant qu'humoriste. Dès 2011, Dan Gagnon deviendra directeur artistique du « Kings of Comedy Club ».
Durant l'année 2011 également, Dan est chroniqueur dans sur Star TV, la nouvelle chaîne belge axée sur les peoples. Dans « La minute de Dan », il commente l'actualité avec humour.
En 2012, il présente son premier one-man-show « L’excellent spectacle de Dan Gagnon » au Cirque Royal de Bruxelles devant 2 000 personnes. Il part également en tournée dans toute la Belgique jusqu'en 2013.
Dan est l'auteur, également en 2012, d'une série de podcasts d'interview d'humoristes, nommée « Dan Gagnon gratuitement ».
En 2013, il lance une autre série de podcasts, en collaboration avec Anthony Mirelli, « Comedy News Weekly » où il passe en revue les actualités du milieu de l'humour.
En 2014, il présente sa propre émission : un Late-night show, le Dan Late Show, sur La Deux,. Durant la même année, il obtient la double nationalité belge et canadienne.
En 2015, il crée sa web-série pour la RTBF : Presque Normal et entame la Tournée Pirate de son deuxième one man show « S01E02 », série de shows pour lesquels aucun prix d'entrée n'est demandé. Avec son ticket, et après réservation, on reçoit une enveloppe dans laquelle on met ce que vaut, pour nous, le spectacle, à la fin de la représentation. L'argent récolté est en partie donnée à des œuvres caritatives.
En 2016, il repart en tournée avec « Première tournée d'adieu », son troisième one-man show. Il reprend le principe de la « tournée pirate » selon lequel aucun prix d'entrée n'est demandé mais où une enveloppe permet de donner le montant de son choix à la fin du spectacle.
En 2017, il présente « Rose », son quatrième spectacle, toujours sur le même principe de la « tournée pirate », avec lequel il remplit plusieurs salles en Wallonie et à Bruxelles. Une tournée qui a pris fin en 2018. Sur son site internet, Dan Gagnon annonce qu'il reviendra en 2020 avec une nouvelle tournée en Belgique.
En octobre 2022, il démissionne de la RTBF après une chronique critiquant le Mondial au Qatar et la participation journalistique de la chaîne de radio et télévision belge francophone à celui-ci.

## Actuellement

### À la télévision
- 69 minutes Sans Chichis (La Deux) : Chroniqueur

### Sur Internet
- Dan Gagnon Gratuitement[11] : Podcast dans lequel Dan interviewe différents acteurs de la scène humoristique belge et francophone.

## Anciennement

### En radio
- 6/9 (NRJ) : Producteur, et animateur avec La Lettre de Dan

### À la télévision
- Dan Late Show (La Deux) : Présentateur (2014-2016)
- La Minute de Dan (Star) (2011)
- Sans Chichis (La Deux) : Chroniqueur (2009-2012)
- Ma télé bien-aimée (La Une) : Chroniqueur (2007)

### Sur Internet
- Comedy News Weekly[12] : Podcast dans lequel Dan et Anthony Mirelli décortiquent le monde de la comédie US et francophone.
- Presque Normal : une web-série sur sa « presque » vrai vie.